# Crotalaria kuiririensis
Crotalaria kuiririensis är en ärtväxtart som beskrevs av Baker f.. Crotalaria kuiririensis ingår i släktet sunnhampor, och familjen ärtväxter. Inga underarter finns listade i Catalogue of Life.